# Saeed al-Muragha
Saeed Muragha (àrab: سعيد مُراغة, Saʿīd Murāḡa) o Saeed Musa (àrab: سعيد موسى, Saʿīd Mūsà) (Silwan, 1927 – Damasc, 29 de gener de 2013) va ser un capità de l'Exèrcit de Jordània fins que va desertar per a unir-se a l'Organització per l'Alliberament de Palestina (OAP) el 1970. És conegut entre el poble palestí com Abu Musa (àrab: أبو موسى, Abū Mūsà).

## Biografia
Abu Musa va néixer a Jerusalem Est. Com a palestí, es va unir a l'exèrcit jordà el 1948 i es va convertir en comandant d'un batalló d'artilleria el 1969. Durant aquest període va rebre formació a la prestigiosa Reial Acadèmia Militar de Sandhurst. L'octubre de 1970, després dels combats del Setembre Negre, Abu Musa va abandonar l'exèrcit jordà per a unir-se a l'OAP i es va traslladar amb la major part de la resistència palestina al Líban. Abu Musa va comandar una aliança entre l'OAP i les milícies libaneses que van lluitar contra l'exèrcit sirià quan aquest va intervenir a la Guerra civil libanesa el 1976. El 1978 el govern sirià va intentar assassinar-lo sense èxit.
Abu Musa es va convertir en cap adjunt d'operacions de l'OAP i va dirigir la defensa del setge de Beirut el 1982 de l'exèrcit israelià. Això no obstant, el maig de 1983, Abu Musa es va enfrontar a Iàssir Arafat, cap de Fatah i de l'OAP, en denunciar públicament les pràctiques corruptes dins de l'OAP, especialment la promoció de càrrecs polítics lleials a Arafat a càrrecs militars importants. Va ser conegut per les seves opinions dures sobre l'Estat d'Israel i per la seva oposició al que considerava l'intent d'Arafat d'arribar a una solució negociada al conflicte israelianopalestí.
El novembre de 1983 Abu Musa va ser expulsat de l'exèrcit de l'OAP i va formar el grup Fatah Intifada en oposició a Arafat. Amb el suport de Síria, que es va oposar a qualsevol negociació amb Israel, Abu Musa va portar els seus seguidors a expulsar l'OAP d'Arafat del nord del Líban. Es va unir al Front de Salvació Nacional Palestí el 1985 i es va oposar als Acords d'Oslo de 1993.